# 4114 Jasnorzewska
4114 Jasnorzewska este un asteroid din centura principală, descoperit pe 19 august 1982 de Zdeňka Vávrová.